# Ulf Hanel
Ulf Hanel (* 7. Februar 1945 in Neutitschein) ist ein deutscher Diplomat.

## Biografie
Nach dem Abitur studierte er von 1964 bis 1969 Rechtswissenschaften, absolvierte nach dem Ersten Juristischen Staatsexamen in Marburg zwischen 1969 und 1973 seinen juristischen Vorbereitungsdienst und legte 1973 seine Zweite Juristische Staatsprüfung in Wiesbaden ab.
1973 trat er in den Diplomatischen Dienst ein und fand nach der Attachéausbildung 1975 zunächst Verwendung an der Botschaft in Japan und anschließend von 1978 bis 1981 in der Botschaft in der Elfenbeinküste, wo er Leiter der Wirtschaftsabteilung wurde. Danach war er bis 1984 Leiter der Wirtschaftsabteilung an der Botschaft in Dänemark und kehrte dann als Mitarbeiter in die Zentrale des Auswärtigen Amtes nach Bonn zurück.
Dann war er von 1986 bis 1989 Leiter der Rechts- und Konsularabteilung am Generalkonsulat in New York City und wurde anschließend Stellvertretender Referatsleiter im Bundesaußenministerium. Im Anschluss folgten von 1992 bis 1997 Tätigkeiten an der Botschaft in den Vereinigten Staaten von Amerika sowie von 1997 bis 2000 an der Botschaft in Russland. Zwischen 2000 und 2003 war er Generalkonsul in Chennai im indischen Bundesstaat Tamil Nadu. 2003 erfolgte seine Berufung zum Botschafter in Eritrea, wo er Nachfolger von Hubert Kolb wurde.
Von August 2006 bis 2010 war Ulf Hanel als Nachfolger des in den Ruhestand getretenen Hans-Dietrich von Bothmer Botschafter der Bundesrepublik Deutschland in Botswana. Neuer Botschafter in Eritrea wurde Alexander Beckmann.